# Pogrom de Soumgaït
Le pogrom de Soumgaït est un pogrom causant la mort de civils arméniens dans la ville de Soumgaït (en azéri Sumqayıt) en république socialiste soviétique d'Azerbaïdjan (alors partie de l'URSS) du 27 février 1988 au 1er mars 1988, au tout début de la première guerre du Haut-Karabagh. Le nombre officiel de morts fourni par les autorités s'élève à 32 personnes civiles et environ 2000 blessés.

## Commémorations
Le 28 février 1989, à Erevan, capitale de la RSS d'Arménie, plusieurs centaines de milliers de personnes se rassemblent spontanément pour commémorer le premier anniversaire du pogrom, bravant ainsi l'interdiction de manifestation liée à l'état d'urgence décrété depuis le séisme du 7 décembre 1988.
En 1997, l'Assemblée de l'État de Californie fait du 24 avril le jour du souvenir du génocide arménien ainsi que celui des victimes du pogrom de Soumgaït de 1988 et de celui de Bakou en 1990.

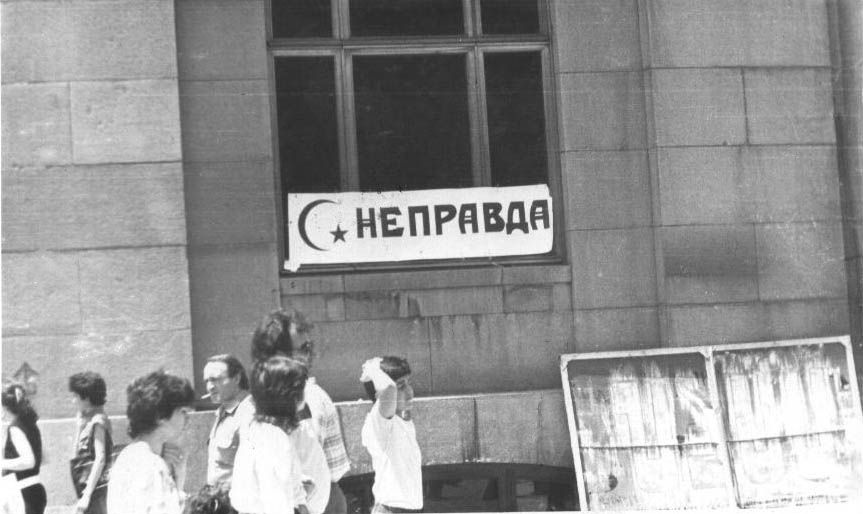
Commémoration du massacre à Erevan.